# Ken (arménien)
Pour les articles homonymes, voir Ken.
Cette page contient des caractères spéciaux ou non latins. S’ils s’affichent mal (▯, ?, etc.), consultez la page d’aide Unicode.
Ken (également gen), կեն en arménien ([k'ɛn] ou [gɛn]), est la 15e lettre de l'alphabet arménien.

## Linguistique
Ken est utilisé pour représenter le son de :
- en arménien classique, le son [k] ;
- en arménien oriental, ([k'] ;
- en arménien occidental, [g].

Dans la norme ISO 9985, la lettre est translittérée par « k ».

## Représentation informatique
- Unicode[1] :
  - Capitale Կ : U+053F
  - Minuscule կ : U+056F